# Moussa Maâzou
Moussa Maâzou   (Niamey, 25 d'agost de 1988) és un futbolista de Níger de la dècada de 2010.
Fou internacional amb la selecció de futbol del Níger.
Pel que fa a clubs, destacà a Niger's Army club, ASFAN of Niamey, PFC CSKA Moscou, AS Monaco, Marítimo i AC Ajaccio.